# كولين إدواردز
كولين إدواردز (بالإنجليزية: Colin Edwards)‏ مواليد 27 فبراير 1974 في كونروي، هو متسابق دراجات نارية أمريكي سابق. نافس في سباقات بطولة العالم للسوبربايك. كما شارك في بطولة العالم للموتو جي بي.

## معرض صور

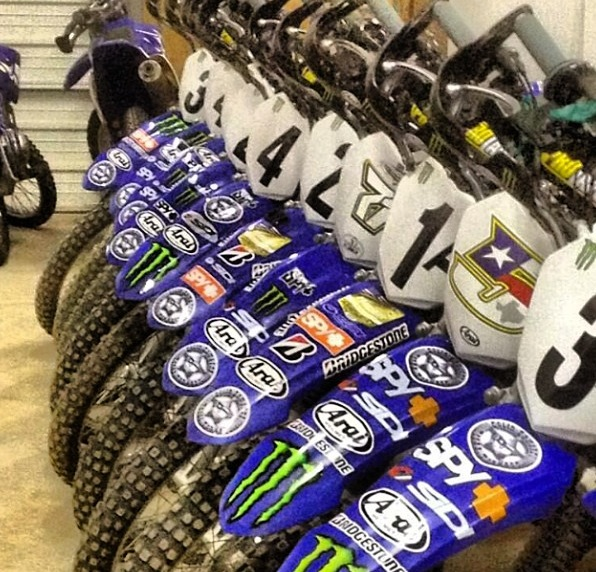
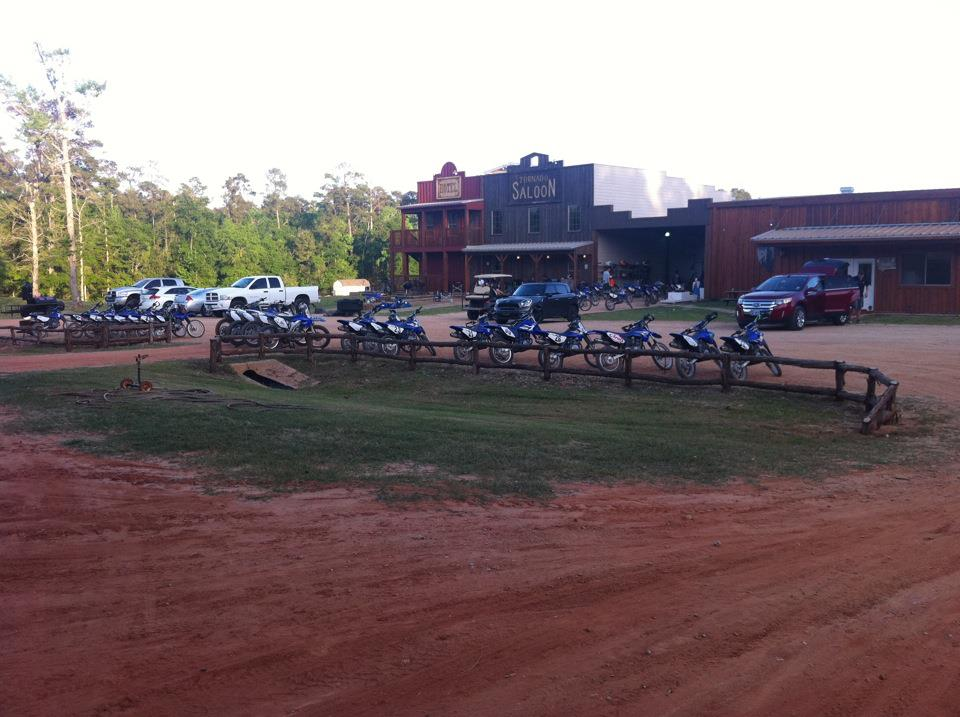
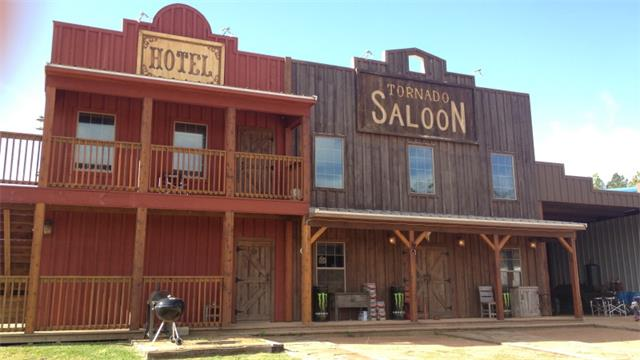
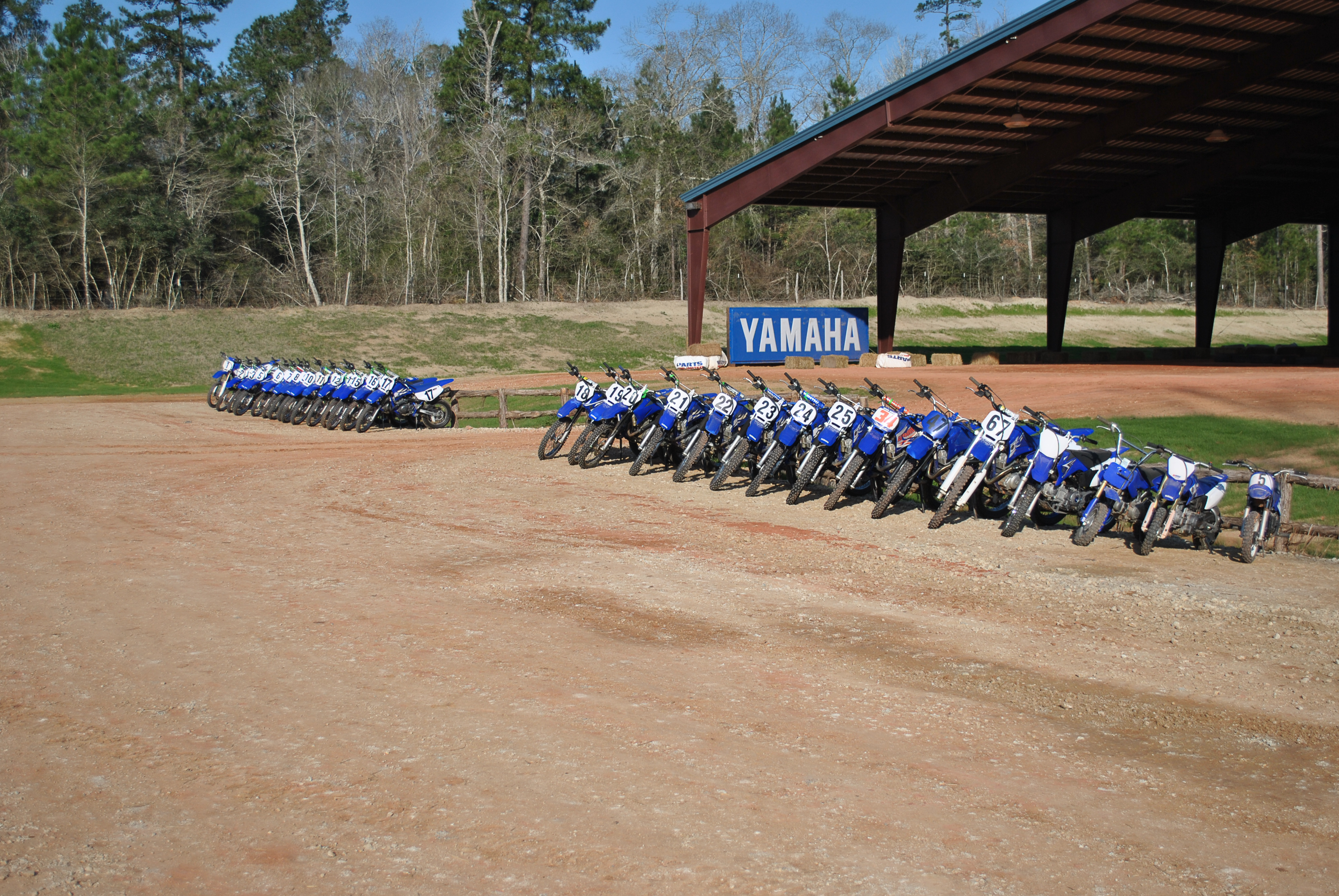
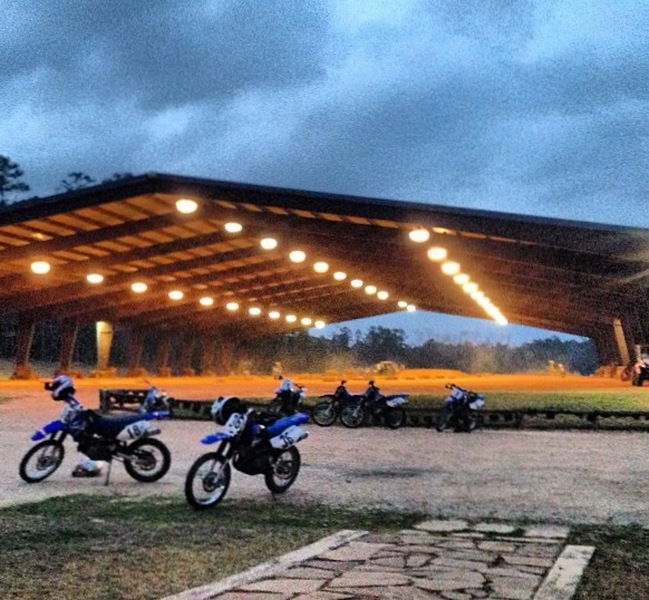
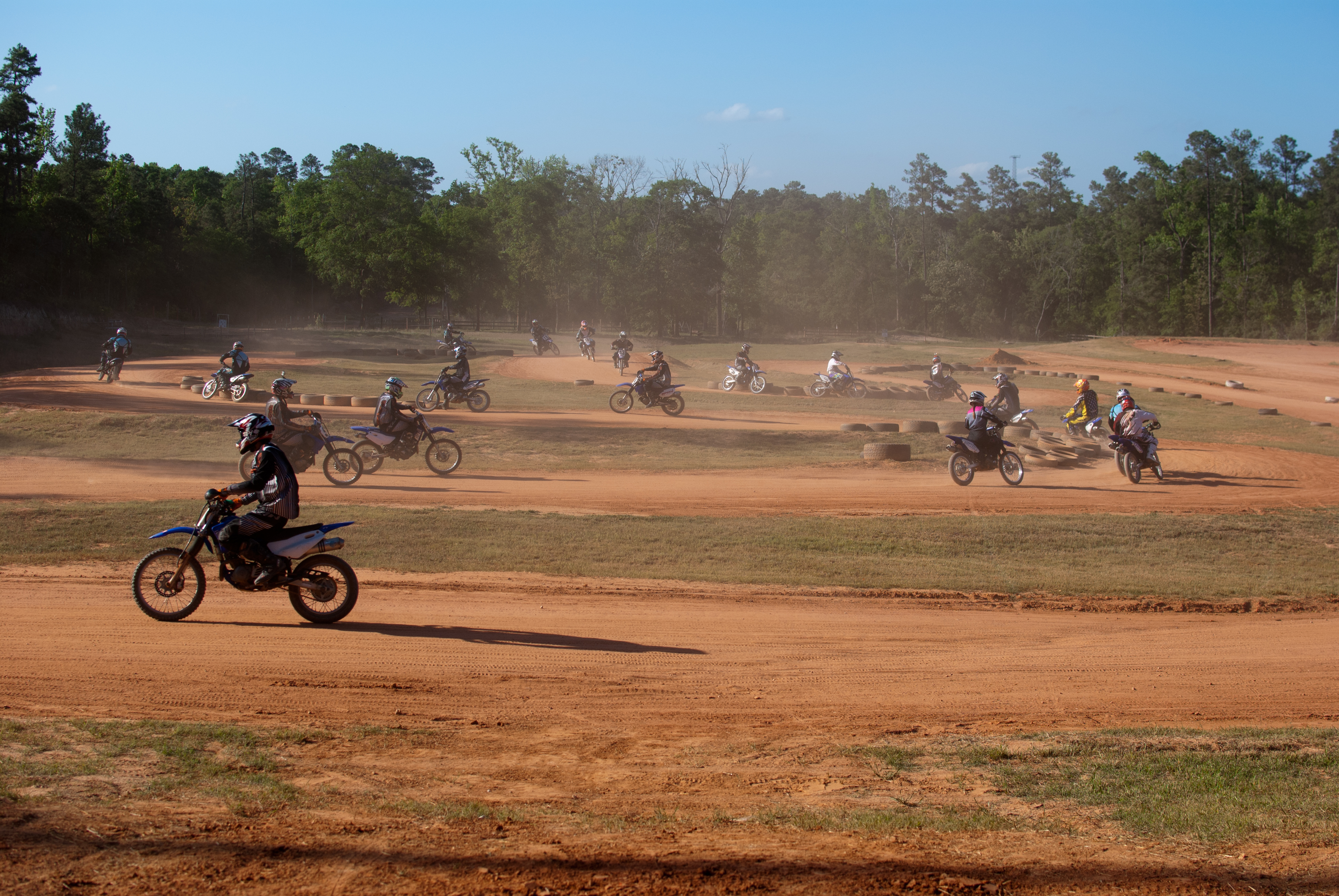

## وصلات خارجية
- كولين إدواردز على موقع MotoGP.com (الإنجليزية)
- كولين إدواردز على موقع WorldSBK.com (الإنجليزية)

- الموقع الإلكتروني